# آستون مارتین دی‌بی ای‌آر۱

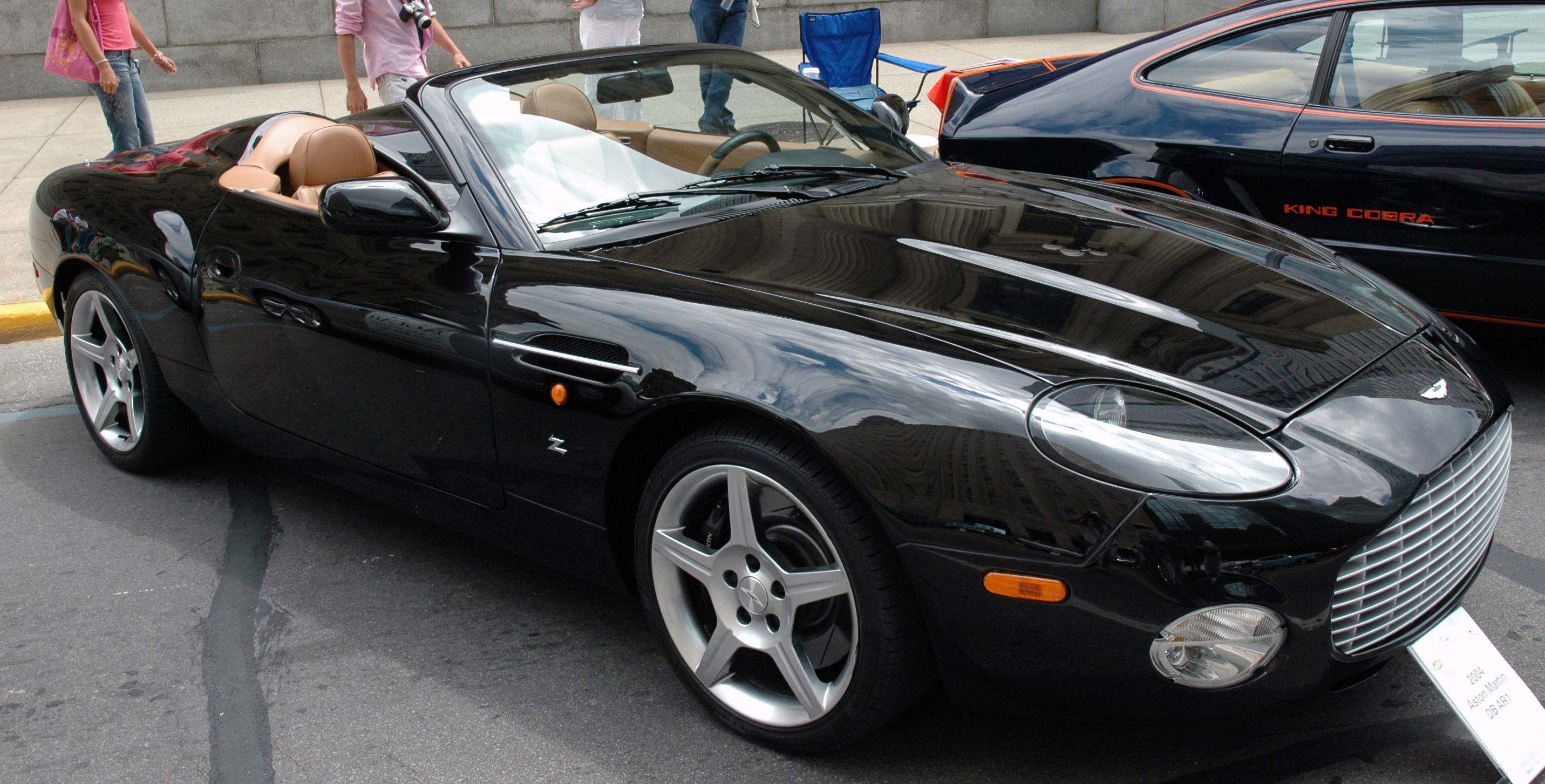

آستون مارتین دی‌بی ای‌آر۱ (Aston Martin DB AR۱) خودرویی است که در سال‌های ۲۰۰۳–۲۰۰۴(۹۹ produced)تولید شده‌است.
این خودرو در کلاس خودرو GT قرار گرفته، طراحی آن خودروهای موتور جلو-محور عقب بوده است.